# Michel de Ghelderode
Michel de Ghelderode (3. dubna 1898 – 1. dubna 1962) byl francouzsky píšící belgický prozaik, dramatik a esejista vlámského původu. Jeho literární význam tkví v expresionistickém dramatu. Napsal přes 50 divadelních her burleskního až fraškovitého charakteru s filosofickým jádrem, jimiž ovlivnil vznik moderního antidramatu. Nejznámější jsou Smrt doktora Fausta (1925) nebo Balada o velikém kostlivci (1934), Sir Halewyn. Miloval horory. Silnými výtvarnými inspiracemi mu byly obrazy Pietera Bruegela st. a Hieronyma Bosche.

## Česky
- Sochy aneb Nemocná zahrada (povídky), 1999
- Seznam děl v Souborném katalogu ČR, jejichž autorem nebo tématem je Michel de Ghelderode